# دونگی ستریژواتس
دونگی ستریژواتس (به صربی: Donji Striževac) یک منطقهٔ مسکونی در صربستان است که در Opština Babušnica واقع شده‌است. دونگی ستریژواتس ۲۵۹ نفر جمعیت دارد.